# Савватеевка (Иркутская область)
Савватеевка — село в Ангарском городском округе Иркутской области России.
Находится примерно в 32 км к юго-западу от Ангарска

## История
Савватеевка существует около 300 лет. Об этом свидетельствует документ под названием «Общественный приговор № 32» от 18.06.1917 года, находящийся в Иркутском государственном областном архиве, где в прошении от имени собрания (схода) граждан селения Савватеевка сказано следующее: «Селение наше считается уже более 200 лет своего существования …».
Предание гласит, что первым поселенцем был архангельский помор Михаил Иванович Савватеев (1760).
До революции село входило в состав Смоленской волости Иркутского уезда,
Село было административным центром сельского поселения Савватеевское муниципальное образование Ангарского муниципального района. Законом Иркутской области от 10 декабря 2014 года № 149-ОЗ, с 1 января 2015 года все муниципальные образования ныне упразднённого Ангарского муниципального района, в том числе и Савватеевское муниципальное образование, объединены в Ангарский городской округ.

## Экономика
На территории действуют несколько аграрных предприятий. Самое крупное из них — ЗАО «Савватеевское», — крупнейший местный производитель картофеля.
В селе работает фельдшерский пункт, школа, детский сад, дом культуры, библиотека, спортивный клуб, котельная, почта.
Савватеевка славится природными минеральными источниками, которых более двадцати. Их химический и минеральный состав, с высоким содержанием природного серебра согласно заключениям специалистов, уникален.

## Культура
Здесь расположен парк деревянных скульптур «Лукоморье». Ежегодно в Савватеевке проводится международный фестиваль деревянных скульптур, который вошел в «Книгу рекордов Иркутской области» и сделал «Лукоморье» музеем под открытым небом и достопримечательностью Иркутской области.
В селе действует Домом культуры «Нива». Сегодня это один из лучших сельских домов культуры Приангарья, а фольклорный ансамбль «Нивушка» имеет звание «Народный самодеятельный коллектив Иркутской области». Здесь проводятся известные на весь регион фольклорные праздники.

## Население
| 2002 | 2010  | 2011  | 2012  |
| ---- | ----- | ----- | ----- |
| 1215 | ↗1403 | ↘1398 | ↗1409 |

По данным Всероссийской переписи, в 2010 году в селе проживали 1403 человека (685 мужчин и 718 женщин).